# Slovo a zeď
Slovo a zeď je významná samizdatová antologie současné polské poezie. Vyšla dvakrát – poprvé v roce 1987, podruhé v rozšířené podobě v roce 1988. Druhé vydání je doplněno úvodem Leszka Szarugy. 
Antologii uspořádali Andrzej Jagodziński, Antoni Pawlak a Leszek Szaruga, hlavními překladateli byli Miroslav Červenka, Luboš Dobrovský a Daniela Lehárová. Podepsáni jsou jako "kolektiv". 

## Zastoupení básníci v druhém vydání
- Stanisław Barańczak
- Jacek Bierezin
- Tadeusz Borowski
- Katarzyna Boruń
- Piotr Bratkowski
- Jarosław Broda
- Ernest Bryll
- Andrzej Bursa
- Lech Dymarski
- Stanisław Grochowiak
- Julia Hartwig
- Zbigniew Herbert
- Ryszard Kolzer (Marek Mayer)
- Jarosław Iwaszkiewicz
- Mieczysław Jastrun
- Tomasz Jastrun
- Jacek Kaczmarski
- Wojciech Kaliszewski
- Anna Kamieńska
- Krzysztof Karasek
- Tymoteusz Karpowicz
- Julian Kornhauser
- Ryszard Krynicki
- Stanisław Jerzy Lec
- Ewa Lipska
- Bronisław Maj
- Jarosław Markiewicz
- Artur Międzyrzecki
- Krystyna Miłobędzka
- Czesław Miłosz
- Piotr Mitzner
- Leszek A. Moczulski
- Grzegorz Musiał
- Tadeusz Nowak
- Antoni Pawłak
- Jan Polkowski
- Jarosław Marek Rymkiewicz
- Barbara Sadowska
- Arnold Słucki
- Piotr Sommer
- Stanisław Stabro
- Leszek Szaruga
- Wisława Szymborska
- Anonym (snad Natan Tenenbaum)
- Aleksander Wat
- Adam Ważyk
- Kazimierz Wierzyński
- Witold Wirpsza
- Rafał Wojaczek
- Wiktor Woroszylski
- Adam Zagajewski